# Vlaemsch-Duitsch Zangverbond
Het Vlaemsch-Duitsch Zangverbond was een koorfederatie van Vlaamse en Duitse zangkoren in 1846-1848. Het ging voornamelijk om Gentse en Rijnlandse koren.

## Stichting
De federatie werd in 1846 opgericht door Prudens Van Duyse, Robert & Evarist Van Maldeghem en Johan Michiel Dautzenberg. De statuten werden op 23 december 1845 goedgekeurd. Zes Vlaamse koren behoorden tot de stichters. 
Deze oprichting vloeide voort uit de koorwedstrijd van de 'Melomanen' in Gent, die in 1844 gewonnen werd door het pas in 1842 gestichte Männergesang-Verein uit Keulen, dat ontstaan was vanuit het kathedraalkoor van deze stad.
De federatie nam de latere gouverneur van Oost-Vlaanderen baron Theodoor de T'Serclaes de Wommersom (1809-1880), toen secretaris-generaal van het ministerie van Buitenlandse Zaken, als erevoorzitter en de dichter Jan Nolet de Brauwere van Steeland (1815-1888) als medevoorzitter, naast Van Duyse.
In Duitsland werd op 20 februari 1846 een gelijkaardige Deutsch-Vlaemischer Sängerbund gesticht door het Kölner Männer-Gesang-Verein.

## Doelstelling
Het internationale koorverbond stelde zich tot doel goede koormuziek te zingen en te verspreiden die gebaseerd was op Duitse, Nederlandse en Latijnse teksten. Men wilde daarbij het niveau van de Vlaamse koren hogerop tillen, door contacten met de betere Duitse koren. 

## Zangfeesten
De federatie organiseerde drie zangfeesten:
- op 14 en 15 juni 1846 in Keulen. Er namen 31 Vlaamse en 100 Duitse koren aan deel, in totaal 2.200 zangers. De uitvoeringen werden gedirigeerd door Franz Weber (1805-1876), de organist van de Dom van Keulen en leider van het Männergesangverein en door Felix Mendelssohn Bartholdy, die voor de gelegenheid een koorwerk schreef op een tekst van Friedrich Schiller. Om redenen van persoonlijke rivaliteiten bleven Antwerpse koren grotendeels afzijdig. Toch namen Gustaaf Wappers en Hendrik Conscience aan de manifestatie deel. Conscience hield er zelfs een toespraak.
- op 24 en 25 september 1846 in Brussel. Naast de Vlaemsche Verbroedering (Brusselse letterkundige vereniging) steunde ook de regering de manifestatie en koning Leopold I was aanwezig op het zangfeest dat werd gehouden op het plein voor het koninklijk paleis. Het Belgisch Volkslied weerklonk en ook een paar Waalse koren namen deel. Als dirigenten traden Franz Weber en de gebroeders Van Maldeghem op.
- op 26, 27 en 28 juni 1847 in Gent. Opnieuw verleende de regering subsidies. Ook de Gentse universiteit verleende steun. De dichter, volksschrijver en beeldhouwer Jan Theodoor van Rijswijck (1811-1849) hield een toespraak waarin hij de band bezong tussen Vlaanderen en het Rijnland. Op 30 juni trokken alle deelnemers naar Oostende en daar zongen ze op het strand uit volle borst Des Deutschen Vaterland, een lied in 1813 gecomponeerd door Ernst Moritz Arndt.

Einde 1847 trokken de gebroeders Van Maldeghem zich terug en werden als muziekdirecteur opgevolgd door Karel Hanssens (1802-1871). Dit betekende eigenlijk het einde van het zangverbond. Plannen om een vierde zangfeest te organiseren in Frankfurt, gingen in het revolutiejaar 1848 niet door. Verdere initiatieven bleven achterwege.

## Betekenis
Het Zangverbond kende maar een kort bestaan maar betekende niettemin een stimulans voor de muziekverenigingen in Vlaanderen. Het contact met de betere Duitse (vooral Rijnlandse) koren en met koorwerken en symfonische muziek van de grote componisten (Mozart, Beethoven, Carl Maria von Weber, Mendelssohn) werkte inspirerend.
Vlaamse componisten, zoals Martin-Joseph Mengal, Robrecht Van Maldeghem, Stadtfeld, Jules Busschop en François-Auguste Gevaert konden hun werk confronteren met dat van Duitse collega's.
Het Zangverbond was ook een schakel in het ontwikkelen van ideeën (over het belang van het volkslied bijvoorbeeld), waar ook Peter Benoit later zou op doorwerken, om het volkslied en de polyfonie aan te wenden in de zoektocht naar een eigen nationaal muziekidioom.
Het korte bestaan was ook wel een gevolg van het feit dat men in Vlaanderen vragende partij was, maar dezelfde belangstelling op langere termijn in Duitsland niet aanwezig was. De geest van verbroedering kon moeilijk verbergen dat de zienswijzen uiteenlopend waren. Een dergelijke verbroedering sproot van Duitse zijde voort uit een vorm van pangermaanse gevoelens. Van de Vlaamse kant dacht men er niet aan dit anders te zien dan als een activiteit binnen het raam van het Belgisch koninkrijk, in een periode waarin de Belgische onafhankelijkheid zich moest weren tegen een oprukkend Frankrijk.